# Satibarzanès
Satibarzanès ou Satibarzane (en vieux perse Šyātibr̥zaⁿs, en grec ancien Σατιβαρζάνης / Satibarzánēs) est un satrape perse du temps des conquêtes d'Alexandre le Grand. Il est tué en 330 av. J.-C. alors qu'il dirige une révolte en Arie.

## Biographie
Noble d'origine perse et satrape d'Arie, Satibarzanès commande les levées satrapiques à Gaugamèles. Arrien le qualifie de « régicide » de Darius III ; mais il est probable qu'il ait commis une confusion avec Nabarzanès même s'il a bien pu participer au complot. Il se soumet d'abord à Alexandre et se voit confirmé dans sa satrapie. Après l'usurpation de Bessos, Satibarzanès entre en rébellion et exécute les quarante soldats qu'Alexandre a envoyés auprès de lui, une fois celui-ci parti en Bactriane. Il rassemble ensuite les rebelles à Artacoana, la capitale satrapique. Alexandre marche sur Artacoana d'où le satrape s'enfuit vers la Bactriane avec 2 000 cavaliers confiés par Bessos. À sa place Alexandre nomme Arsace, un Perse. Satibarzanès revient bientôt dans sa satrapie pour l'inciter à la rébellion. Alexandre envoie alors une force contre lui conduite par Artabaze, Érigyios, Caranos et Andronicos. Dans la bataille qui s'ensuit, et dont l'issue est encore incertaine, Satibarzanès défie les généraux adverses au combat singulier. Le défi est accepté par Érigyios qui tue Satibarzanès et rapporte sa tête à Alexandre.

## Sources antiques
- Arrien, Anabase [lire en ligne].
- Quinte-Curce, L'Histoire d'Alexandre le Grand [lire en ligne].